# Battaglia di Lagos
La battaglia di Lagos venne combattuta tra il 18 e il 19 agosto 1759 nelle acque antistanti la cittadina di Lagos nel sud del Portogallo, nell'ambito degli eventi della guerra dei sette anni; la battaglia vide affrontarsi una flotta del Regno di Francia al comando dell'ammiraglio Jean François de La Clue-Sabran e una del Regno di Gran Bretagna agli ordini dell'ammiraglio Edward Boscawen.
La squadra francese di La Clue era salpata da Tolone per portare rinforzo alla flotta riunita a Brest, in vista di una progettata invasione delle isole britanniche. Non appena superato lo stretto di Gibilterra, le navi francesi furono affrontate il 18 agosto dalla flotta dell'ammiraglio Boscawen in un confuso scontro durato fino al tramonto del sole; La Clue diresse quindi su Lagos per effettuare le riparazioni necessarie alle sue danneggiate unità, ma Boscawen non esitò a violare la neutralità portoghese per attaccare, la mattina del 19 agosto, le navi francesi ferme lungo la costa: tre vascelli francesi andarono completamente distrutti mentre due furono catturati dai britannici.

## Antefatti
Nel 1759 la Francia si trovava ad affrontare, nel teatro di guerra europeo, un conflitto su due fronti: sul fronte terrestre le armate francesi affrontavano, a fianco dei loro alleati del Sacro Romano Impero e della Monarchia asburgica, le forze del Regno di Prussia, mentre sul mare le navi francesi si confrontavano con la Royal Navy britannica cercando di mantenere aperte le rotte di collegamento con le colonie d'oltremare. L'alto comando francese iniziò all'epoca a elaborare anche un progetto per portare la guerra sul suolo della Gran Bretagna: tale "grande disegno" (grand dessein) prevedeva che la squadra navale di base a Brest avrebbe scortato una flotta di navi da trasporto cariche di truppe, imbarcate in parte a Morbihan e in parte dalla zona di Ostenda.
Al fine di contrastare più efficacemente le flotte britanniche, si previde di coinvolgere nel progetto anche le navi da guerra di base a Tolone nel mar Mediterraneo; la missione specificamente assegnata a queste navi è oggetto di discussioni tra gli studiosi, sebbene quasi tutti concordino sul fatto che dovesse portare aiuto alla squadra di Brest: secondo alcuni autori, in particolare britannici, lo squadrone di Tolone doveva semplicemente aggregarsi a quello di Brest per rafforzarlo, mentre secondo altri autori le navi provenienti dal Mediterraneo dovevano dirigere verso le Antille di là dall'oceano Atlantico per obbligare i britannici a inviare in zona parte delle loro forze, allentando così la sorveglianza sui movimenti della flotta di Brest.
La squadra di Tolone, agli ordini del chef d'escadre (contrammiraglio) Jean François de La Clue-Sabran, si componeva di dodici vascelli e tre fregate, anche se solo sette vascelli sarebbero stati impiegati nella battaglia: il vascello da 80 cannoni L'Océan, nave ammiraglia di La Clue, cinque vascelli da 74 cannoni e un vascello da 64 cannoni. La squadra britannica dislocata nel Mediterraneo, agli ordini dell'ammiraglio Edward Boscawen, aveva il suo nucleo in una flotta di quindici vascelli: due da 90 cannoni (tra cui l'ammiraglia di Boscawen, il HMS Namur), uno da 80 cannoni, quattro da 74 o 70 cannoni, sei da 64 o 60 cannoni e due da 50 cannoni; vi erano poi altre 14 unità ausiliarie tra fregate e sloop-of-war, le quali tuttavia non sarebbero state impiegate nell'azione.

## La battaglia

### Mosse preliminari
Il 5 agosto 1759, approfittando del fatto che la flotta britannica aveva lasciato il blocco del porto di Tolone per dirigere a Gibilterra a fare rifornimento ed effettuare le riparazioni necessarie alla rimessa in stato di piena efficienza delle navi, il contrammiraglio La Clue lasciò Tolone al comando della sua squadra di 12 vascelli e tre fregate. Il 17 agosto la flotta francese superò, sfruttando le ore di buio, lo stretto di Gibilterra sfilando lungo le coste dell'odierno Marocco, ma non riuscì a sfuggire alla sorveglianza del nemico: la fregata britannica HMS Gibraltar, stazionata a sud dello stretto, avvistò le vele della formazione francese alla luce del crepuscolo, e diresse alla massima velocità per portare la notizia a Gibilterra.
La fregata arrivò in porto alle 20:00. L'ammiraglio Boscawen e i suoi comandanti erano a terra, invitati a una cena di gala, ma nel giro di due ore le prime navi britanniche iniziarono a lasciare il porto dopo aver recuperato ufficiali e marinai; alcune unità avevano però smantellato parte dei loro alberi e delle vele, il che richiese loro un'ulteriore ora di preparativi prima che potessero prendere il largo. I vascelli britannici lanciati all'inseguimento dei francesi finirono quindi con il dividersi in due gruppi: il primo, guidato da Boscawen, con otto vascelli e il secondo, guidato dall'ammiraglio Broderick, con cinque.
Le navi francesi navigavano nel frattempo schierate in due colonne. Verso le 02:00 del 18 agosto La Clue decise di non fare tappa nel porto spagnolo di Cadice come inizialmente stabilito ma di proseguire verso nord; per trasmettere tale ordine il contrammiraglio impiegò il segnale numero 27 del codice di comunicazione fornito a ogni comandante delle navi francesi: per le ore notturne, la trasmissione del segnale prevedeva che la nave ammiraglia avrebbe spento i suoi fanali e avrebbe sparato tre colpi di cannone oppure lanciato tre razzi. Tuttavia, forse a causa dell'ampiezza della formazione francese, il segnale non fu ricevuto dalla colonna di destra della squadra, che quindi proseguì come concordato alla volta di Cadice.

### L'azione del 18 agosto

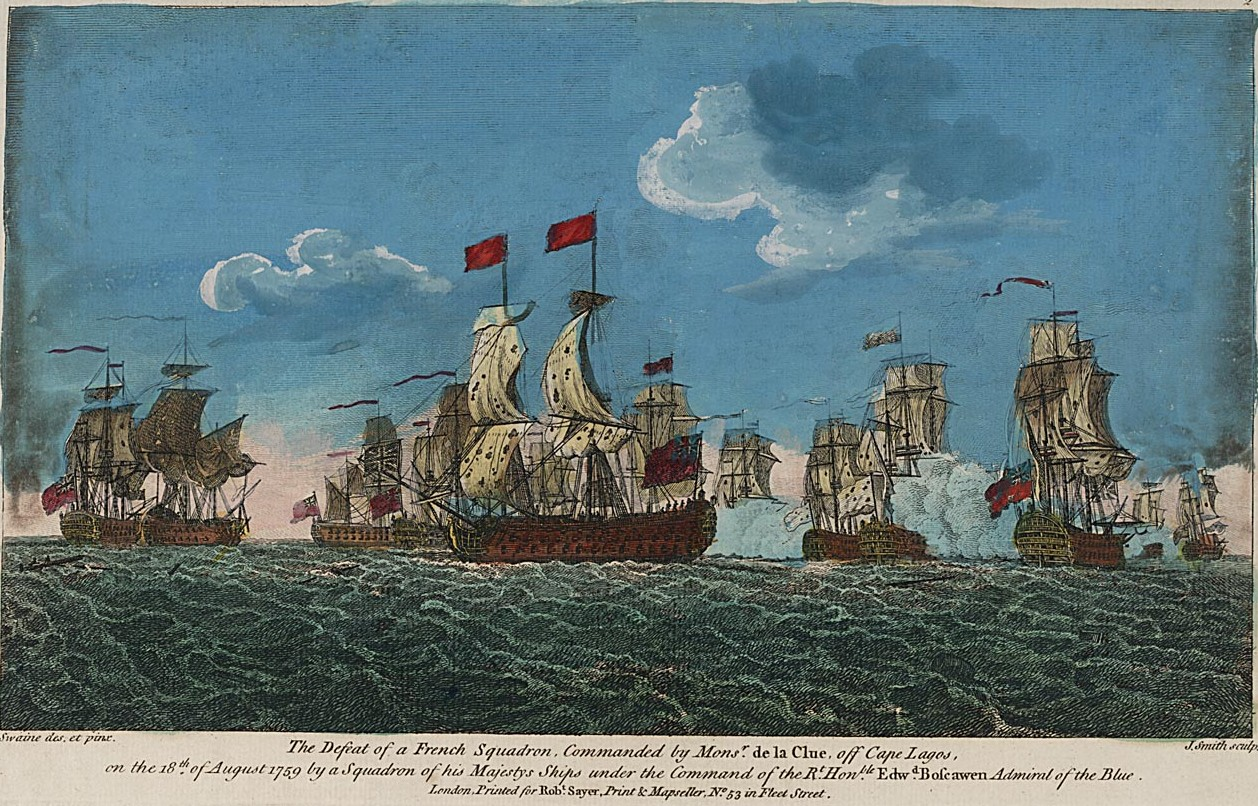
La battaglia di Lagos in una stampa dell'epoca

Al sorgere del sole il 18 agosto, La Clue era rimasto con solo sette vascelli al suo seguito. Furono avvistate all'orizzonte le vele di otto navi, che il comandante francese ritenne fossero quelle della colonna di destra mancante all'appello; quando tuttavia non fu data risposta ai segnali lanciati dalle navi francesi in direzione dei nuovi arrivati, ci si rese conto che questi erano in realtà britannici.
Lo squadrone francese alzò tutte le vele disponibili per procedere alla massima velocità, ma per mantenere la formazione unita dovette regolarsi sull'andatura sviluppabile dall'unità più lenta, il vascello Le Souverain; all'opposto, l'ammiraglio britannico alzò una bandiera bianca con una croce rossa che nel codice della Royal Navy indicava l'ordine di "caccia generale": le navi britanniche si scagliarono quindi sul nemico singolarmente senza assumere prima una formazione precisa.
Verso le 13:00 i due avversari erano ormai a portata di tiro. Le navi francesi erano disposte in una linea di fila arrotondata, con in testa il vascello Le Téméraire seguito, nell'ordine, da Le Modeste, Le Redoutable, Le Souverain, L'Océan, Le Guerrier e Le Centaure. Venti minuti più tardi, Boscawen alzò il segnale per ordinare alle sue unità di ingaggiare il nemico.
L'ultima unità della fila francese, il vascello Le Centaure del comandante Sabrant-Gramont, si trovò ad affrontare le navi nemiche da entrambi i lati. Boscawen, da parte sua, non voleva che le sue navi si fermassero ad affrontare solo l'ultima unità della linea francese ma che invece si spingessero in avanti per impegnare tutta la formazione nemica, in particolare per impedire che l'avanguardia potesse fuggire; tuttavia il codice dei segnali della Royal Navy non prevedeva questo specifico ordine: Boscawen poté solo segnalare a ogni nave individualmente di spiegare le vele per forzare al massimo l'andatura, cosa che in definitiva servì solo a confondere le idee ai comandanti britannici. Una parte delle unità britanniche finì con il ritrovarsi sottovento rispetto ai francesi, non potendo così prendere parte al combattimento.
Intorno alle 16:00 Boscawen riuscì ad affiancarsi all'ammiraglia francese, il vascello L'Océan; ne seguì un furioso cannoneggiamento durato una trentina di minuti, e conclusosi con l'abbattimento dell'albero di maestra dell'ammiraglia britannica: Boscawen decise così di trasferirsi dall'ormai praticamente immobile HMS Namur a bordo del vascello HMS Newark che sopraggiungeva.
Al tramonto del sole alle 19:30, il vascello Le Centaure, ormai completamente disalberato e circondato da quattro navi britanniche, abbassò l'insegna arrendendosi al nemico. Il resto della squadra francese fece rotta verso nord-est in direzione della costa portoghese; una delle più veloci unità britanniche, il vascello HMS Guernsey, continuò a tallonare il nemico per segnalarne la rotta al resto della flotta di Boscawen, ma anche così due vascelli francesi riuscirono a far perdere le loro tracce e a dileguarsi: il Le Guerrier fece rotta su Rochefort mentre il Le Souverain diresse alla volta delle Canarie.

### L'azione del 19 agosto

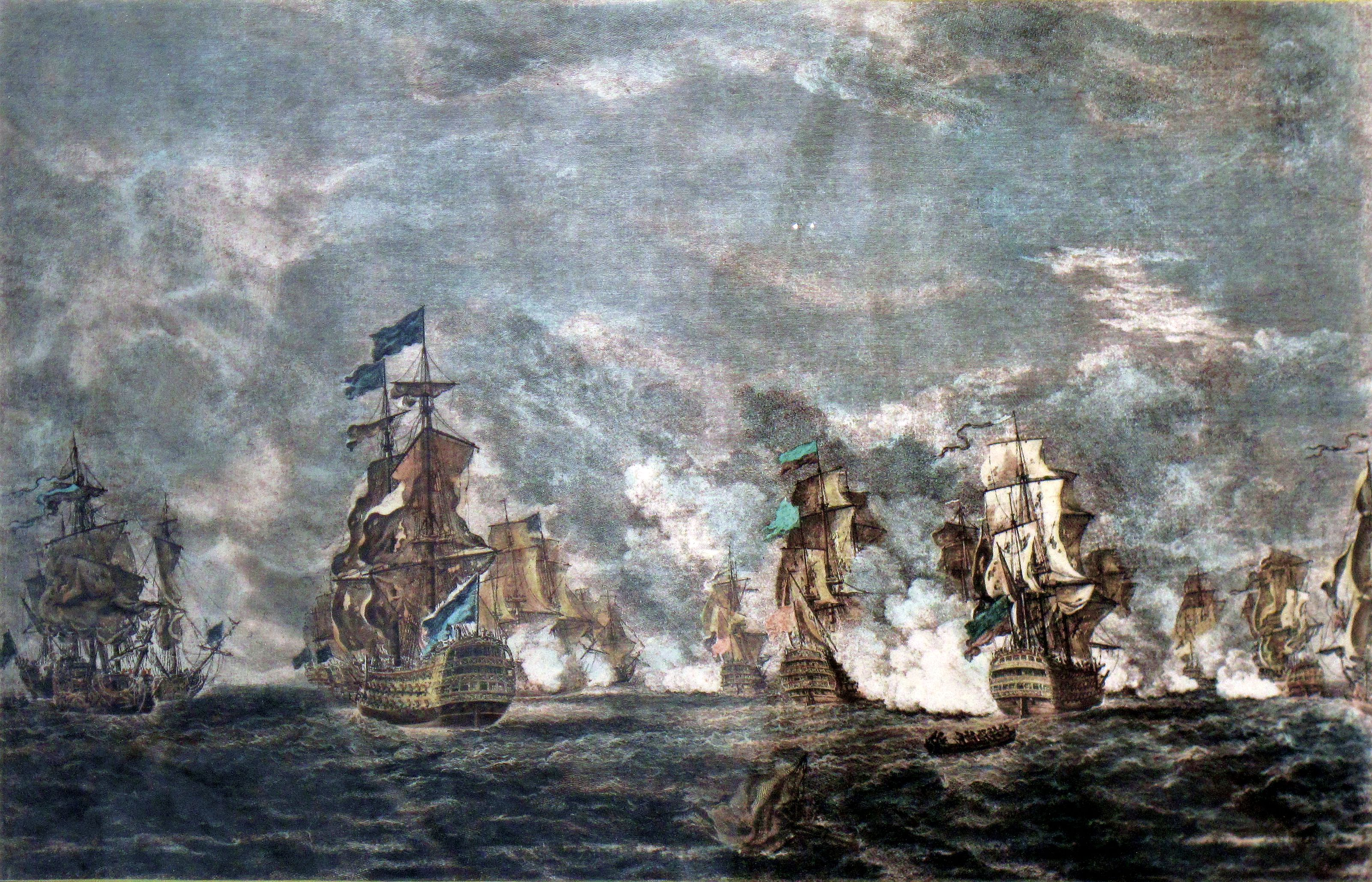
Un'altra veduta della battaglia in un quadro di inizio XIX secolo

Al mattino del 19 agosto il contrammiraglio La Clue aveva ai suoi ordini solo quattro vascelli. La sua intenzione fu quella di dirigere verso la baia di Almadora nei pressi della cittadina portoghese di Lagos, con lo scopo di beneficiare della neutralità del Portogallo per eseguire le necessarie riparazioni alle sue unità. Verso le 09:00 il vascello L'Océan si avvicinò alla costa in prossimità di due batterie di artiglieria costiera portoghesi, dove finì incagliato perdendo anche l'albero di maestra; non è chiaro se la perdita dell'albero fu dovuta all'impatto stesso con il fondale o se fu volutamente abbattuto dall'equipaggio per rallentare la nave e impedire un impatto troppo violento con la costa. Il vascello Le Redoutable finì con l'incagliarsi a sua volta, mentre i vascelli Le Modeste e Le Téméraire riuscirono ad ancorarsi lungo la costa.
Sopraggiunse quindi la flotta britannica, e Boscawen non esitò a violare la neutralità portoghese per sferrare un attacco alle quattro navi francesi alla fonda; la reazione dei portoghesi, del resto, fu minima: delle due batterie lungo la costa, una rimase completamente silenziosa, mentre l'altra si limitò a sparare qualche colpo d'avvertimento senza troppo effetto. Le due navi francesi ferme all'ancora furono evacuate dagli equipaggi: il Le Modeste fu incendiato, mentre il Le Téméraire venne catturato dai britannici. Entrambe le navi incagliate furono date alle fiamme dagli stessi francesi; sul L'Océan non tutti ebbero il tempo di fuggire e centinaia di membri dell'equipaggio francese furono fatti prigionieri dai britannici, tra cui il futuro ammiraglio Pierre André de Suffren de Saint Tropez all'epoca ancora un semplice tenente. Il contrammiraglio La Clue, ferito a una gamba nel precedente combattimento, fu tra quelli che invece riuscirono a raggiungere la riva.
Il Le Centaure e il Le Téméraire furono portati dai britannici come trofei a Gibilterra, non senza qualche difficoltà in particolare per la prima unità che fu privata di tutta la sua artiglieria e delle dotazioni di bordo per impedirne l'affondamento.

## Conseguenze
La battaglia distrusse in pratica la squadra francese di Tolone come forza militare, impedendole di portare qualunque aiuto alla flotta di Brest.
Boscawen, tuttavia, non poteva sapere se altre navi francesi fossero in rotta per tentare di passare lo stretto di Gibilterra e si stabilì quindi in attesa al largo di Cabo de São Vicente; non avendo ottenuto alcun avvistamento del nemico, decise quindi di fare rotta per Gibilterra onde effettuare le necessarie riparazioni alle sue navi. L'ammiraglio decise quindi di dividere in due le sue forze: una squadra, al comando dell'ammiraglio Brodrick, rimase a Gibilterra per mantenere il blocco delle navi francesi riparate nel porto di Cadice, mentre Boscawen condusse il resto delle sue forze in Gran Bretagna per rafforzare la flotta incaricata della protezione delle acque di casa; cinque vascelli di Boscawen furono quindi presenti il 20 novembre seguente alla battaglia della baia di Quiberon, scontro decisivo, conclusosi con una chiara vittoria per le forze britanniche che fece tramontare qualunque progetto di invasione della Gran Bretagna ad opera dei francesi.